# Rajesh
Rajesh ist ein indischer männlicher Vorname. Die Bedeutung lautet „Herrscher der Könige“.

## Verbreitung
Der Name ist im deutschsprachigen Raum eher selten anzutreffen. In der Schweiz tragen ihn 73 Personen (Stand 2023). Rajesh kommt in den Niederlanden seit Anfang der 1970er Jahre fast jährlich in der Namensgebung vor, jedoch ist er nur mäßig beliebt. In den USA wurde der Name von 1965 bis kurz nach der Jahrtausendwende regelmäßig vergeben, seitdem wird er nur noch selten bei der Namenswahl berücksichtigt. Von 1930 bis 2023 wurde er etwa 690 Mal gewählt. Seine Vergabe ist auch in Dänemark, England, Schottland und Kanada nachgewiesen.

## Namensträger

### Vorname
- Rajesh K. Gupta (* 1961), indisch-US-amerikanischer Informatiker
- Rajesh Khanna (1942–2012), indischer Filmschauspieler
- Rajesh Mehta (* 1964), indisch-amerikanischer Improvisations- und Jazzmusiker sowie Komponist
- Rajesh Pawar (* 1979), indischer Cricketspieler

### Kunstfigur
- Rajesh „Raj“ Ramayan Koothrappali, ein TV-Serien-Charakter in der US-amerikanischen Sitcom The Big Bang Theory